# Манакін жовтоголовий
Манакін жовтоголовий (Chloropipo flavicapilla) — вид горобцеподібних птахів родини манакінових (Pipridae).

## Поширення
Вид поширений на південному заході Колумбії та півночі Еквадору. Мешкає у нижньому ярусі гірських лісів і зрілих вторинних лісів на висотах від 1200 до 2400 м над рівнем моря.

## Опис
Дрібний птах, завдовжки 12 см. Верх голови і боки шиї самця золотисто-жовті. Спинка яскраво-оливково-зелена. Щоки і горло жовтувато-оливкові, на грудях блідіші, на животі жовті. У самиці жовтизна на тімені і шиї слабша, а може бути навіть відсутня. Райдужка помаранчева або червонувата.

## Спосіб життя
Трапляється серед дерев на висоті 1-8 м, іноді асоціюється зі змішаними зграями. Харчується плодами, переважно рослин Palicourea.